# Powieniec
Powieniec (ros. Повенец, karel. Poventsa) – osada typu miejskiego w północno-zachodniej Rosji, na terenie wchodzącej w skład tego państwa Republiki Karelii.
Miejscowość leży w rejonie miedwieżjegorskim i liczy 2560 mieszkańców (1 stycznia 2005 r.), głównie Rosjan.